# Lalpet
Lalpet là một thị xã panchayat của quận Cuddalore thuộc bang Tamil Nadu, Ấn Độ.

## Nhân khẩu
Theo điều tra dân số năm 2001 của Ấn Độ, Lalpet có dân số 13.797 người. Phái nam chiếm 49% tổng số dân và phái nữ chiếm 51%. Lalpet có tỷ lệ 69% biết đọc biết viết, cao hơn tỷ lệ trung bình toàn quốc là 59,5%: tỷ lệ cho phái nam là 76%, và tỷ lệ cho phái nữ là 63%. Tại Lalpet, 13% dân số nhỏ hơn 6 tuổi.